# Nati il 26 aprile
| Questa pagina contiene informazioni ricavate automaticamente dalle voci biografiche con l'ausilio del template Bio e di un bot. L'aggiornamento è periodico e automatico e ricostruisce completamente la pagina. Se manca una persona in questa lista, sei pregato di non aggiungerla, ma accertati piuttosto che la sua voce biografica contenga il template Bio e che i dati anagrafici siano correttamente compilati. Se il template Bio manca, inseriscilo tu stesso o, in alternativa, metti l'avviso {{tmp\|Bio}} che ne segnala la mancanza. Se i dati riportati sono sbagliati, correggi direttamente la voce biografica; le modifiche saranno visibili in questa lista entro pochi giorni. Per chiarimenti vedi il progetto biografie. La lista contiene solo le 1.165 persone che sono citate nell'enciclopedia e per le quali è stato implementato correttamente il template Bio. Pagina aggiornata al 17 ago 2025. |

## II secolo(1)
- 121 - Marco Aurelio, imperatore, filosofo e scrittore romano († 180)

## XIII secolo(1)
- 1284 - Alice de Toeni, nobile inglese

## XIV secolo(1)
- 1319 - Giovanni II di Francia, re francese († 1364)

## XV secolo(2)
- 1466 - Quentin Massys, pittore fiammingo († 1530)
- 1478 - Dorotea Malatesta, nobildonna italiana

## XVI secolo(7)
- 1532 - Conrad Dasypodius, matematico e astronomo svizzero († 1600)
- 1538 - Giovanni Paolo Lomazzo, pittore italiano († 1592)
- 1574 - Tommaso Caccini, predicatore italiano († 1648)
- 1575 - Maria de' Medici, regina († 1642)
- 1577 - Elisabetta di Nassau, duchessa († 1642)
- 1585 - Pietro Paolo Floriani, architetto e militare italiano († 1638)
- 1587 - Ferdinando Gonzaga, nobile e collezionista d'arte italiano († 1626)

## XVII secolo(16)
- 1603 - Francesco Nigetti, compositore, organista e musicologo italiano († 1681)
- 1607 - Maddalena Caterina del Palatinato-Zweibrücken, nobile tedesca († 1648)
- 1624 - Al-Hurr al-'Amili, teologo e giurista arabo († 1693)
- 1640 - Willem Godschalck van Focquenbroch, poeta, drammaturgo e medico olandese († 1670)
- 1640 - Federico di Nassau-Weilburg, nobile tedesco († 1675)
- 1648 - Pietro II del Portogallo, re portoghese († 1706)
- 1648 - Nicolas de Lamoignon de Bâville, magistrato francese († 1724)
- 1651 - Diomira Allegri, religiosa italiana († 1677)
- 1653 - Jan Vaerman, matematico fiammingo († 1731)
- 1660 - Pellegrino Antonio Orlandi, storico dell'arte e bibliografo italiano († 1727)
- 1661 - René-Joseph de Tournemine, teologo, gesuita e filosofo francese († 1739)
- 1662 - Maria Luisa di Borbone-Orléans, principessa francese († 1689)
- 1673 - Guglielmina Amalia di Brunswick-Lüneburg († 1742)
- 1694 - Aleksandr L'vovič Naryškin, politico russo († 1746)
- 1696 - Michał Fryderyk Czartoryski, principe († 1775)
- 1697 - Adam Falckenhagen, compositore tedesco († 1754)

## XVIII secolo(40)
- 1701 - Johann Friedrich Christ, archeologo e storico dell'arte tedesco († 1756)
- 1710 - Thomas Reid, filosofo scozzese († 1796)
- 1711 - Jeanne-Marie Leprince de Beaumont, scrittrice francese († 1780)
- 1718 - Esek Hopkins, ammiraglio statunitense († 1802)
- 1722 - George Coventry, VI conte di Coventry, politico inglese († 1809)
- 1727 - Charles Jenkinson, I conte di Liverpool, nobile inglese († 1808)
- 1730 - John Moore, arcivescovo anglicano inglese († 1805)
- 1740 - Jean-Jacques Paulet, medico e micologo francese († 1826)
- 1742 - Giuseppe Maria Bressa, vescovo cattolico italiano († 1817)
- 1745 - Johann Anton Güldenstädt, naturalista e esploratore lettone († 1781)
- 1748 - Alessandro Malvasia, cardinale italiano († 1819)
- 1753 - Pierre César Charles de Sercey, ammiraglio francese († 1836)
- 1761 - Giuseppe Maria Gabriele Galateri di Genola, militare italiano († 1844)
- 1764 - Joseph-Jacques Ramée, architetto francese († 1842)
- 1765 - Emma Hamilton, avventuriera inglese († 1815)
- 1766 - Francesco Saverio Petroni, politico e funzionario italiano († 1838)
- 1769 - Florian de Kergorlay, politico e militare francese († 1856)
- 1770 - Friedrich August Carus, filosofo tedesco († 1807)
- 1773 - Margarete Luise Schick, soprano tedesca († 1810)
- 1774 - Christian Leopold von Buch, geologo e paleontologo tedesco († 1853)
- 1774 - Giuseppe Lacedelli, pittore italiano († 1832)
- 1774 - Anne Jean Marie René Savary, generale e poliziotto francese († 1833)
- 1780 - Édouard de Villiers du Terrage, ingegnere e archeologo francese († 1855)
- 1782 - Maria Amalia di Borbone-Due Sicilie, principessa († 1866)
- 1783 - Ferdinando d'Assia-Homburg, nobile († 1866)
- 1783 - Martino Orsino, vescovo cattolico italiano († 1860)
- 1784 - Marco Fortini, presbitero e patriota italiano († 1848)
- 1785 - John James Audubon, ornitologo, illustratore e pittore statunitense († 1851)
- 1786 - Louis De Potter, scrittore e politico belga († 1859)
- 1787 - Ludwig Uhland, poeta tedesco († 1862)
- 1789 - Matthias Numsen Blytt, botanico norvegese († 1862)
- 1789 - Luigi Chiarini, presbitero e orientalista italiano († 1832)
- 1791 - Giovanni Battista Quilici, presbitero italiano († 1844)
- 1793 - Nicolas Changarnier, militare francese († 1877)
- 1793 - Bernhard Thiersch, docente prussiano († 1855)
- 1796 - Auguste Mathieu Panseron, compositore e insegnante francese († 1859)
- 1797 - Tito Coppi, magistrato e politico italiano († 1864)
- 1797 - Albert Seerig, anatomista e chirurgo tedesco († 1862)
- 1798 - James Beckwourth, esploratore statunitense († 1866)
- 1798 - Eugène Delacroix, artista e pittore francese († 1863)

## XIX secolo(169)
- 1801 - Fëdor Solncev, archeologo e pittore russo († 1892)
- 1804 - Gheorghe Bibescu, nobile rumeno († 1873)
- 1804 - Luis María Pastor Coxo, economista e politico spagnolo († 1872)
- 1806 - Alexander Duff, missionario scozzese († 1878)
- 1806 - George Ramsay, XII conte di Dalhousie, nobile e ammiraglio scozzese († 1880)
- 1806 - Enrico Scuri, pittore italiano († 1884)
- 1807 - Charles Auguste Frossard, generale francese († 1875)
- 1807 - Pakubuwono VI, sovrano indonesiano († 1849)
- 1808 - Karl Friedrich Köppen, filosofo tedesco († 1863)
- 1812 - Thomas Baskerville, scrittore e botanico inglese († 1840)
- 1816 - Eugène Albert, liutaio belga († 1890)
- 1817 - Luigi Amici, scultore italiano († 1897)
- 1819 - Jean-Joseph Perraud, scultore francese († 1876)
- 1820 - Alice Cary, poetessa statunitense († 1871)
- 1820 - Louis Auguste Rogeard, giornalista e insegnante francese († 1896)
- 1821 - José Melchor García-Sampedro Suárez, vescovo cattolico e santo spagnolo († 1858)
- 1821 - Giuseppe Marzolo, organaro e inventore italiano († 1867)
- 1821 - Charles Poplimont, romanziere e storico belga († 1887)
- 1821 - George Vane-Tempest, nobile e politico irlandese († 1884)
- 1822 - Maria Carolina Augusta di Borbone-Due Sicilie, principessa († 1869)
- 1822 - Frederick Law Olmsted, architetto del paesaggio e urbanista statunitense († 1903)
- 1826 - Eduardo Asquerino García, drammaturgo, giornalista e politico spagnolo († 1881)
- 1828 - Francesco Graziani, baritono italiano († 1901)
- 1829 - Theodor Billroth, medico tedesco († 1894)
- 1829 - Andreas Markl, militare e numismatico austriaco († 1913)
- 1830 - Friedrich Ludger Kleinheidt, presbitero tedesco († 1893)
- 1830 - Benjamin Franklin Tracy, politico statunitense († 1915)
- 1834 - Ugo Schiff, chimico tedesco († 1915)
- 1836 - Luigi Galimberti, cardinale e arcivescovo cattolico italiano († 1896)
- 1836 - Thomas H. White, inventore e imprenditore statunitense († 1914)
- 1837 - Henry Charlton Bastian, fisiologo e neurologo inglese († 1915)
- 1837 - Crescenzio Scarselli, avvocato e politico italiano († 1892)
- 1838 - Giuseppe Giacomo Cotti, militare italiano († 1866)
- 1838 - Isidoro Falchi, archeologo italiano († 1914)
- 1838 - Carl Wilhelm Heine, chirurgo tedesco († 1877)
- 1839 - Antonio Di Trento, politico italiano
- 1841 - Wilhelm Scherer, filologo e storico della letteratura austriaco († 1886)
- 1841 - Julius Zeyer, poeta, drammaturgo e scrittore ceco († 1901)
- 1842 - François Hennebique, imprenditore francese († 1921)
- 1842 - Giovanni Paladino, fisiologo e politico italiano († 1917)
- 1843 - Ernst Leitz I, ottico e imprenditore tedesco († 1920)
- 1844 - Lizardo García, politico ecuadoriano († 1927)
- 1845 - Roberto Biscaretti di Ruffia, imprenditore e politico italiano († 1940)
- 1845 - Girolamo Davado, religioso italiano († 1900)
- 1846 - Giuseppe Arimondi, generale italiano († 1896)
- 1847 - Alfred Scott-Gatty, compositore e genealogista britannico († 1918)
- 1847 - Jorge Montt, ammiraglio e politico cileno († 1922)
- 1849 - Arvid Mauritz Lindström, pittore svedese († 1923)
- 1849 - Guido de Probizer, medico italiano († 1929)
- 1850 - Harry Bates, scultore britannico († 1899)
- 1851 - Eugène Ferret, architetto francese († 1936)
- 1852 - Paolo Beccadelli di Bologna, nobile e politico italiano († 1918)
- 1852 - Alfonso Maria Mistrangelo, cardinale e arcivescovo cattolico italiano († 1930)
- 1853 - Robert Davidsohn, storico tedesco († 1937)
- 1854 - Edward Haygarth, calciatore inglese († 1915)
- 1854 - Julius Wayland, politico e giornalista statunitense († 1912)
- 1856 - Ferdinand-Jean Darier, dermatologo francese († 1938)
- 1856 - Sidney Merlin, tiratore a segno e botanico britannico († 1951)
- 1856 - Henry Morgenthau senior, avvocato, imprenditore e diplomatico statunitense († 1946)
- 1856 - Joseph Ward, politico neozelandese († 1930)
- 1857 - Olinto De Pretto, agronomo e imprenditore italiano († 1921)
- 1858 - Clementina Gilly, scrittrice, poetessa e traduttrice svizzera († 1942)
- 1859 - Antonio Barbieri, poeta italiano († 1931)
- 1859 - Nikolaj Michajlovič Romanov, nobile russo († 1919)
- 1860 - Józef Bilczewski, arcivescovo cattolico polacco († 1923)
- 1861 - Gennaro Manna, avvocato, giurista e politico italiano († 1932)
- 1861 - Rudolf Stöger-Steiner von Steinstätten, generale austriaco († 1921)
- 1862 - Giulio Cesare Buzzati, giurista italiano († 1920)
- 1862 - Alfred Krauß, generale e politico austriaco († 1938)
- 1862 - Niels Thorkild Rovsing, chirurgo danese († 1927)
- 1862 - Edmund Tarbell, pittore statunitense († 1938)
- 1863 - George Auriol, grafico, pittore e compositore francese († 1938)
- 1863 - Arno Holz, scrittore tedesco († 1929)
- 1863 - Giovanni Battista Raimondo, generale italiano († 1939)
- 1863 - Charles Haslewood Shannon, pittore e incisore inglese († 1937)
- 1865 - Akseli Gallen-Kallela, pittore finlandese († 1931)
- 1866 - Adolf Kohner, imprenditore ungherese († 1937)
- 1866 - Leonard Skierski, generale polacco († 1940)
- 1868 - Harold Harmsworth, editore, giornalista e nobile britannico († 1940)
- 1870 - Alessandro Battaglia, pittore italiano († 1940)
- 1871 - Gabriello Carnazza, giurista, politico e imprenditore italiano († 1931)
- 1871 - Léon Gurekian, architetto armeno († 1950)
- 1872 - Angelo Chiarini, funzionario e politico italiano († 1943)
- 1872 - Stanisław Haller de Hallenburg, generale polacco († 1940)
- 1872 - Ľudmila Podjavorinská, scrittrice e poetessa slovacca († 1951)
- 1872 - William Desmond Taylor, regista, attore e produttore cinematografico irlandese († 1922)
- 1873 - Otto zur Linde, scrittore tedesco († 1938)
- 1874 - Giovanni Jacometti, agronomo e politico italiano († 1964)
- 1875 - Bhavsinhji II, principe indiano († 1919)
- 1875 - Natalie Curtis, etnomusicologa statunitense († 1921)
- 1876 - Maria Teresa Chiramel Mankidiyan, religiosa indiana († 1926)
- 1876 - Ernst Felle, canottiere tedesco († 1959)
- 1876 - Luis Zuegg, ingegnere e imprenditore italiano († 1955)
- 1877 - Nicola Garrone, economista italiano († 1959)
- 1878 - Ethel Griffies, attrice inglese († 1975)
- 1878 - Rafael Guízar Valencia, vescovo cattolico e santo messicano († 1938)
- 1879 - Eric Campbell, attore britannico († 1917)
- 1879 - Owen Willans Richardson, fisico inglese († 1959)
- 1880 - Michel Fokine, ballerino e coreografo russo († 1942)
- 1881 - Gian Giuseppe Mancini, architetto, scenografo e pittore italiano († 1954)
- 1882 - Stanisław Car, politico e giurista polacco († 1938)
- 1882 - Arnaldo Fraccaroli, giornalista, scrittore e commediografo italiano († 1956)
- 1882 - Attilio Grattarola, generale italiano († 1966)
- 1882 - Emil Hilb, matematico tedesco († 1929)
- 1882 - Gino Pinelli, pittore e incisore italiano († 1949)
- 1882 - Alfredo Protti, pittore italiano († 1949)
- 1883 - Venanzio Gabriotti, antifascista e militare italiano († 1944)
- 1884 - Vadym Meller, pittore e scenografo ucraino († 1962)
- 1884 - Attilio Torresini, scultore italiano († 1961)
- 1885 - Marcello Bertinetti, schermidore e arbitro di calcio italiano († 1967)
- 1885 - Carl Einstein, storico dell'arte, scrittore e critico d'arte tedesco († 1940)
- 1885 - Wilhelm Eipeldauer, calciatore austriaco († 1949)
- 1885 - Giovanni Favoino di Giura, avvocato, giornalista e scrittore italiano († 1967)
- 1885 - Camilla Marazzi, pittrice italiana († 1911)
- 1886 - Cesare Goretti, filosofo e giurista italiano († 1952)
- 1886 - Benkt Norelius, ginnasta svedese († 1974)
- 1886 - Ma Rainey, cantante statunitense († 1939)
- 1886 - Ğabdulla Tuqay, scrittore, poeta e editore russo († 1913)
- 1887 - Elisabeth Risdon, attrice britannica († 1958)
- 1888 - Frank J. Coleman, attore statunitense († 1948)
- 1888 - Mahmud al-Nuqrashi, politico egiziano († 1948)
- 1889 - Camillo Barany Hindard, militare italiano († 1936)
- 1889 - Michele Giua, chimico e politico italiano († 1966)
- 1889 - Nolan Leary, attore e sceneggiatore statunitense († 1987)
- 1889 - Anita Loos, scrittrice e sceneggiatrice statunitense († 1981)
- 1889 - Jules Tyck, militare e aviatore belga († 1924)
- 1889 - Ludwig Wittgenstein, filosofo e logico austriaco († 1951)
- 1889 - James Wordie, geologo e esploratore scozzese († 1962)
- 1890 - Joseph H. August, direttore della fotografia statunitense († 1947)
- 1890 - Choe Nam-seon, storico, poeta e editore coreano († 1957)
- 1890 - Edgar Kennedy, attore e regista statunitense († 1948)
- 1890 - Emilio Pensuti, aviatore italiano († 1918)
- 1890 - Beniamino Socche, vescovo cattolico italiano († 1965)
- 1891 - Harry Cording, attore britannico († 1954)
- 1891 - Alberto Gianni, inventore italiano († 1930)
- 1891 - Paul Gray Hoffman, imprenditore statunitense († 1974)
- 1892 - Florence Austral, soprano australiano († 1968)
- 1892 - Richard L. Conolly, ammiraglio statunitense († 1962)
- 1892 - Adrienne Monnier, scrittrice, editrice e poetessa francese († 1955)
- 1892 - Étienne Souriau, filosofo francese († 1979)
- 1893 - Wunibald Kamm, ingegnere e designer tedesco († 1966)
- 1893 - Franz Wenzler, regista tedesco († 1942)
- 1894 - Rudolf Hess, politico e generale tedesco († 1987)
- 1894 - Thomas Schmit, calciatore lussemburghese († 1944)
- 1895 - Nathaniel Kleitman, fisiologo e psicologo statunitense († 1999)
- 1895 - Vincenzo Tecchio, avvocato e politico italiano († 1953)
- 1896 - Sébastienne Guyot, ingegnera e mezzofondista francese († 1941)
- 1896 - Edward John Thye, politico statunitense († 1969)
- 1896 - Ernst Udet, generale e aviatore tedesco († 1941)
- 1897 - Nitin Bose, regista, sceneggiatore e direttore della fotografia indiano († 1986)
- 1897 - Ol'ga Čechova, attrice, regista e produttrice cinematografica russo († 1980)
- 1897 - Eddie Eagan, pugile e bobbista statunitense († 1967)
- 1897 - André Higelin, ginnasta francese († 1981)
- 1897 - Alcide Pirazzi Maffiola, politico e partigiano italiano († 1965)
- 1897 - Douglas Sirk, regista tedesco († 1987)
- 1898 - Vicente Aleixandre, poeta spagnolo († 1984)
- 1898 - John Grierson, produttore cinematografico, critico cinematografico e regista britannico († 1972)
- 1898 - William Ogilvy Kermack, biochimico scozzese († 1970)
- 1898 - Tomu Uchida, regista giapponese († 1970)
- 1898 - Carlo Zanoletti, pittore italiano († 1981)
- 1899 - Joseph Fuchs, violinista statunitense († 1997)
- 1899 - Karl Geiringer, musicologo, biografo e docente austriaco († 1989)
- 1899 - Vigor Lindberg, calciatore svedese († 1956)
- 1899 - Guinn Williams, attore statunitense († 1962)
- 1900 - Roberto Arlt, scrittore, drammaturgo e giornalista argentino († 1942)
- 1900 - Wilhelmina Marguerita Crosson, docente e educatrice statunitense († 1991)
- 1900 - Ernst Kris, storico dell'arte e psicoanalista austriaco († 1957)
- 1900 - Charles Francis Richter, fisico e sismologo statunitense († 1985)
- 1900 - Hack Wilson, giocatore di baseball statunitense († 1948)

## XX secolo(897)
- 1901 - Fred C. Brannon, regista statunitense († 1953)
- 1901 - Harald Braun, regista, sceneggiatore e produttore cinematografico tedesco († 1960)
- 1901 - Renato Cigarini, avvocato, partigiano e antifascista italiano († 1992)
- 1901 - René Le Hénaff, montatore e regista francese († 2005)
- 1901 - Hamilton MacFadden, regista, attore e sceneggiatore statunitense († 1977)
- 1901 - Maria della Trinità, religiosa e mistica sudafricana († 1942)
- 1902 - Alessandro Passerin d'Entrèves, filosofo, storico e partigiano italiano († 1985)
- 1902 - Umberto Pessina, presbitero italiano († 1946)
- 1902 - Ross Taylor, hockeista su ghiaccio canadese († 1984)
- 1903 - Niven Busch, scrittore e sceneggiatore statunitense († 1991)
- 1903 - Dorothy Sebastian, attrice statunitense († 1957)
- 1904 - Nick Dennis, attore greco († 1980)
- 1904 - Charles Feldman, produttore cinematografico statunitense († 1968)
- 1904 - Giuseppe Gabana, presbitero e militare italiano († 1944)
- 1904 - Giovanni Korompay, pittore italiano († 1988)
- 1904 - Paul-Émile Léger, cardinale e arcivescovo cattolico canadese († 1991)
- 1904 - Albert Matzinger, calciatore svizzero († 1988)
- 1904 - Jimmy McGrory, calciatore e allenatore di calcio scozzese († 1982)
- 1904 - Aatos Jaskari, lottatore finlandese († 1962)
- 1905 - Mario Autelli, calciatore italiano († 2004)
- 1905 - Giacomo Gaioni, pistard e ciclista su strada italiano († 1988)
- 1905 - Nathan Homer Knorr, predicatore statunitense († 1977)
- 1905 - Raúl Leoni, politico venezuelano († 1972)
- 1905 - Denis O'Dea, attore irlandese († 1978)
- 1905 - Lily Parr, calciatrice britannica († 1978)
- 1905 - Pasquale Schiano, politico e avvocato italiano († 1987)
- 1905 - Jean Vigo, regista francese († 1934)
- 1906 - Paolo Fortunati, politico e statistico italiano († 1980)
- 1906 - Giovanni Giavi, politico italiano († 1980)
- 1906 - Dorothy Dwan, attrice statunitense († 1981)
- 1906 - Renate Müller, attrice e cantante tedesca († 1937)
- 1907 - Meme Bianchi, cantante italiana († 2000)
- 1907 - Enzo Marchesi, generale italiano († 1997)
- 1908 - Ottorino Mancioli, pittore, disegnatore e scultore italiano († 1990)
- 1909 - Gerty Archimède, politica e avvocata francese († 1980)
- 1909 - Ēriks Brēde, calciatore lettone († 1991)
- 1909 - Pavel Georgievič Golovin, aviatore sovietico († 1940)
- 1909 - Marianne Hoppe, attrice tedesca († 2002)
- 1909 - Luigi Marchisio, ciclista su strada italiano († 1992)
- 1909 - Ferdinando Truzzi, sindacalista e politico italiano († 2010)
- 1910 - Ruan Lingyu, attrice cinese († 1935)
- 1910 - Meša Selimović, scrittore bosniaco († 1982)
- 1910 - Tomoyuki Tanaka, produttore cinematografico giapponese († 1997)
- 1911 - Gianna Guaita, ginnasta italiana
- 1911 - Henri Hell, cestista francese († 1979)
- 1911 - Enrico Medi, fisico e politico italiano († 1974)
- 1912 - Corrado Biasotto, calciatore italiano († 1991)
- 1912 - Sebastián Gualco, calciatore argentino († 1992)
- 1912 - Jak Habib, cestista turco († 1995)
- 1912 - Dumitru Pavlovici, calciatore rumeno († 1993)
- 1912 - Nello Troggi, ciclista su strada italiano († 1944)
- 1912 - A. E. van Vogt, scrittore di fantascienza canadese († 2000)
- 1913 - André Ambroise, cestista francese († 1974)
- 1913 - Bruno Leoni, filosofo, giurista e politologo italiano († 1967)
- 1913 - Mario Visintini, militare e aviatore italiano († 1941)
- 1914 - René Debenne, ciclista su strada francese († 2012)
- 1914 - Bernard Malamud, scrittore statunitense († 1986)
- 1914 - Eugenio Plaja, diplomatico italiano († 1991)
- 1915 - Luigi Buzio, politico e sindacalista italiano († 1996)
- 1915 - Jean Laviron, regista e sceneggiatore francese († 1987)
- 1915 - Bruno Rodolfi, calciatore argentino († 1998)
- 1915 - Johnny Shines, chitarrista e cantante statunitense († 1992)
- 1916 - Werner Bischof, fotografo svizzero († 1954)
- 1916 - Helen Burgess, attrice statunitense († 1937)
- 1916 - Eyvind Earle, illustratore statunitense († 2000)
- 1916 - Vic Perrin, attore statunitense († 1989)
- 1916 - Tommy Rich, cestista statunitense († 2011)
- 1916 - Dorothy Salisbury Davis, scrittrice statunitense († 2014)
- 1916 - Primo Volpi, ciclista su strada italiano († 2006)
- 1916 - Morris West, scrittore australiano († 1999)
- 1917 - Marianne Gábor, pittrice e illustratrice ungherese († 2014)
- 1917 - Ieoh Ming Pei, architetto cinese († 2019)
- 1918 - Fanny Blankers-Koen, velocista, ostacolista e altista olandese († 2004)
- 1918 - Gennaro Maffettone, militare e marinaio italiano († 1942)
- 1918 - Stafford Repp, attore statunitense († 1974)
- 1919 - Jürgen Wittenstein, medico tedesco († 2015)
- 1919 - Adriana Zarri, teologa, giornalista e scrittrice italiana († 2010)
- 1920 - Stanisław Baran, calciatore polacco († 1993)
- 1920 - Guido Guerra, ingegnere italiano († 2011)
- 1920 - Russell Nype, attore statunitense († 2018)
- 1920 - Ossy Renardy, violinista statunitense († 1953)
- 1920 - Melford E. Spiro, antropologo e storico delle religioni statunitense († 2014)
- 1920 - Luciana Stegagno Picchio, filologa italiana († 2008)
- 1920 - Arnaldo Zucchini, politico italiano († 2003)
- 1921 - Tullio Abelli, politico italiano († 1976)
- 1921 - Jimmy Giuffre, compositore, clarinettista e sassofonista statunitense († 2008)
- 1921 - François Picard, pilota automobilistico francese († 1996)
- 1921 - Pierre Pierlot, oboista francese († 2007)
- 1921 - Luigi Tandura, militare e partigiano italiano († 1944)
- 1921 - Sergio Tesi, politico italiano († 2016)
- 1921 - Wee Tian Siak, cestista taiwanese († 2004)
- 1922 - Pol Bury, scultore e pittore belga († 2005)
- 1922 - Feliciano Granati, politico italiano († 1987)
- 1922 - Ruggero Grava, calciatore francese († 1949)
- 1922 - Mike Kellin, attore statunitense († 1983)
- 1922 - Jeanne Sauvé, giornalista e politica canadese († 1993)
- 1922 - Margaret Scott, ballerina sudafricana († 2019)
- 1923 - Cleto Boldrini, politico, avvocato e partigiano italiano († 1984)
- 1923 - Ariel Maughan, cestista statunitense († 1997)
- 1923 - Oliver Millar, storico dell'arte britannico († 2007)
- 1924 - Teddy Edwards, sassofonista statunitense († 2003)
- 1924 - Victor Hubinon, fumettista belga († 1979)
- 1924 - Guy Môquet, attivista francese († 1941)
- 1925 - Vladimir Grigor'evič Boltjanskij, matematico sovietico († 2019)
- 1925 - Giovanni Bonanno, allenatore di calcio italiano († 2008)
- 1925 - Pauline Bowden, cestista statunitense († 2014)
- 1925 - Michele Ferrero, imprenditore italiano († 2015)
- 1925 - Jørgen Ingmann, cantante e musicista danese († 2015)
- 1925 - Kōshi Kurumizawa, scrittore giapponese († 1994)
- 1925 - Epifanio La Porta, politico e sindacalista italiano († 2012)
- 1925 - Wilma Lipp, soprano austriaco († 2019)
- 1925 - Ondina Peteani, operaia e partigiana italiana († 2003)
- 1926 - Per Olof Ekström, scrittore e giornalista svedese († 1981)
- 1926 - J. B. Hutto, musicista e cantante statunitense († 1983)
- 1926 - Leonardo Pavirani, partigiano italiano († 1945)
- 1926 - Lamberto Pignotti, artista e poeta italiano
- 1926 - Giuseppe Soncini, partigiano e politico italiano († 1991)
- 1927 - Harry Gallatin, cestista e allenatore di pallacanestro statunitense († 2015)
- 1927 - Michel André Kervaire, matematico francese († 2007)
- 1927 - Gerardo Marotta, filosofo italiano († 2017)
- 1927 - Anne McLaren, genetista inglese († 2007)
- 1927 - Jackie Robinson, cestista statunitense († 2022)
- 1927 - Elio Tiriolo, politico italiano († 1982)
- 1927 - Johann Weber, vescovo cattolico austriaco († 2020)
- 1928 - Marcello Cresti, fisico italiano († 2020)
- 1928 - William Stringfellow, teologo, avvocato e attivista statunitense († 1985)
- 1928 - Manfredo Manfredi, politico italiano († 2013)
- 1929 - Bert Cook, cestista statunitense († 1998)
- 1929 - Edison Denisov, compositore russo († 1996)
- 1929 - Louis Erlo, regista teatrale francese
- 1929 - Gordon Hunt, regista, doppiatore e attore statunitense († 2016)
- 1929 - Hans Krämer, filosofo e filologo classico tedesco († 2015)
- 1929 - Alexandre Lamfalussy, banchiere e economista belga († 2015)
- 1929 - Nikolaj Nikitovič Sljun'kov, politico sovietico († 2022)
- 1930 - Manfredi Bosco, politico italiano († 2010)
- 1930 - Joe Dean, cestista e dirigente sportivo statunitense († 2013)
- 1930 - Oliviu Gherman, fisico, politico e diplomatico rumeno († 2020)
- 1930 - Roger Moens, ex mezzofondista belga
- 1930 - Konrad Petzold, regista, sceneggiatore e attore tedesco († 1999)
- 1930 - Mario Pieri, calciatore italiano († 2008)
- 1930 - Marco Terragni, imprenditore e inventore italiano († 2006)
- 1930 - Lodewijk Woltjer, astronomo e antropologo olandese († 2019)
- 1931 - Gerhard Herm, giornalista e scrittore tedesco († 2014)
- 1931 - Killer Karl Kox, wrestler statunitense († 2011)
- 1931 - Celso Posio, calciatore italiano († 2016)
- 1932 - Shirley Cawley, ex lunghista britannica
- 1932 - Sira Escudero, cestista paraguaiana († 2006)
- 1932 - Francis Lai, compositore francese († 2018)
- 1932 - Red Morrison, cestista statunitense († 2023)
- 1932 - Michael Smith, chimico inglese († 2000)
- 1932 - Manuel Zarzo, attore spagnolo († 2025)
- 1933 - Ada Burrone, attivista e scrittrice italiana († 2014)
- 1933 - Carol Burnett, attrice, comica e cantante statunitense
- 1933 - Jack Daniels, ex pentatleta statunitense
- 1933 - José Faría, allenatore di calcio e calciatore brasiliano († 2013)
- 1933 - Ilkka Kuusisto, compositore e organista finlandese († 2025)
- 1933 - Arno Penzias, fisico tedesco († 2024)
- 1933 - Farrell Till, insegnante e giornalista statunitense († 2012)
- 1933 - Aleksandr Čučelov, velista sovietico († 2017)
- 1934 - Enrica Margherita Boschetti, medico italiana († 2019)
- 1934 - Attilio Santarelli, calciatore italiano († 2007)
- 1934 - Donald Sterling, imprenditore e avvocato statunitense
- 1934 - Rolland Todd, ex cestista e allenatore di pallacanestro statunitense
- 1934 - Guido Zagano, ex calciatore italiano
- 1935 - Dante Fortini, allenatore di calcio e calciatore italiano († 2012)
- 1935 - Paolo Leon, economista italiano († 2016)
- 1935 - Gerardo Pierro, arcivescovo cattolico italiano († 2025)
- 1935 - Conrad Susa, compositore statunitense († 2013)
- 1936 - Pat Quinn, calciatore e allenatore di calcio scozzese († 2020)
- 1936 - Nino Scardina, attore e doppiatore italiano
- 1936 - Llorenç Vidal Vidal, poeta, pedagogo e pacifista spagnolo
- 1936 - Heinz Vollmar, calciatore tedesco († 1987)
- 1937 - Jean-Pierre Beltoise, pilota motociclistico e pilota automobilistico francese († 2015)
- 1937 - Bob Boozer, cestista statunitense († 2012)
- 1937 - Kurt Christensen, calciatore danese († 2022)
- 1937 - Manga, calciatore brasiliano († 2025)
- 1937 - Gus Hutchison, ex pilota automobilistico e imprenditore statunitense
- 1937 - Gianfranco Sommaggio, mezzofondista italiano († 2015)
- 1937 - Stan Swamy, prete e attivista indiano († 2021)
- 1938 - Hudson Austin, politico e generale grenadino († 2022)
- 1938 - Nino Benvenuti, pugile e attore italiano († 2025)
- 1938 - Manuel Blum, informatico statunitense
- 1938 - Duane Eddy, musicista e chitarrista statunitense († 2024)
- 1938 - Pietro Manzoni, ex calciatore italiano
- 1938 - Antonio Marangi, calciatore italiano († 2016)
- 1939 - Jean-Guy Brunet, ex sciatore alpino e allenatore di sci alpino canadese
- 1939 - Paride Calonghi, attore italiano († 1979)
- 1939 - Stefano Jacini, scrittore, giornalista e editore italiano
- 1939 - Klaus Schlenkrich, ex pallanuotista tedesco orientale
- 1939 - Bill Smith, cestista statunitense († 2023)
- 1939 - Ferdinand Wenauer, calciatore tedesco († 1992)
- 1940 - Sigrid Chatel, ex schermitrice tedesca
- 1940 - Harry Fielder, attore britannico († 2021)
- 1940 - Dietmar Hopp, imprenditore tedesco
- 1940 - Stone Johnson, velocista e giocatore di football americano statunitense († 1963)
- 1940 - Dietrich Mattausch, attore tedesco
- 1940 - Luigi Molinis, designer e architetto italiano
- 1940 - Giorgio Moroder, produttore discografico, compositore e disc jockey italiano
- 1940 - Ronney Pettersson, calciatore svedese († 2022)
- 1940 - Luciano Ricceri, scenografo, produttore cinematografico e costumista italiano († 2020)
- 1940 - Christl Staffner, ex sciatrice alpina e sciatrice di velocità austriaca
- 1941 - Arturo de Jesús Correa Toro, vescovo cattolico colombiano († 2021)
- 1941 - Gary Cuozzo, ex giocatore di football americano statunitense
- 1941 - Vittorio Paolo Fiorito, arbitro di pallacanestro italiano († 2015)
- 1941 - Claudine Auger, attrice francese († 2019)
- 1941 - Tea Savoia, giocatrice di curling italiana
- 1941 - Francis Richard Stephenson, astronomo e storico britannico
- 1942 - Werner Biskup, allenatore di calcio e calciatore tedesco († 2014)
- 1942 - Manfred Korfmann, archeologo tedesco († 2005)
- 1942 - Bobby Rydell, cantante, musicista e imitatore statunitense († 2022)
- 1942 - César Valdés, ex cestista cubano
- 1943 - Francesco Cacucci, arcivescovo cattolico italiano
- 1943 - Roberto Chiarini, storico e politologo italiano
- 1943 - Dominik Duka, cardinale, arcivescovo cattolico e teologo ceco
- 1943 - Christiane Floyd, informatica austriaca
- 1943 - Antonino Intelisano, magistrato italiano
- 1943 - Yann Le Bohec, storico francese
- 1943 - Ferruccio Manza, ex ciclista su strada italiano
- 1943 - Simonetta Murru, politica, insegnante e sindacalista italiana († 2024)
- 1943 - Gary Wright, cantante, tastierista e attore statunitense († 2023)
- 1943 - Peter Zumthor, architetto e restauratore svizzero
- 1944 - Richard Bradshaw, direttore d'orchestra britannico († 2007)
- 1944 - Mino Di Martino, cantautore italiano
- 1944 - José Dolhem, pilota automobilistico francese († 1988)
- 1944 - Yasuko Konoe, funzionaria giapponese
- 1944 - Huib Ruijgrok, allenatore di calcio olandese
- 1945 - Raffaello Ciocca, ex calciatore italiano
- 1945 - Howard Davies, regista teatrale e regista cinematografico britannico († 2016)
- 1945 - Giorgio Fanti, ex calciatore italiano
- 1945 - Winfried Glatzeder, attore tedesco
- 1945 - Butch Joyner, ex cestista statunitense
- 1945 - Vincenzo Montefusco, allenatore di calcio e ex calciatore italiano
- 1945 - Jorge Antonio Serrano Elías, politico guatemalteco
- 1946 - Ralph Coates, calciatore inglese († 2010)
- 1946 - Richard Severin Fuld, banchiere statunitense
- 1946 - Wojciech Gryniewicz, scultore polacco
- 1946 - Jim Marsh, cestista statunitense († 2019)
- 1946 - Alberto Quintano, ex calciatore e allenatore di calcio cileno
- 1946 - Jonathan Santlofer, scrittore e pittore statunitense
- 1946 - Lena Svedberg, artista svedese († 1972)
- 1946 - Niki Tsongas, politica statunitense
- 1946 - Iyad bin Amin Madani, politico saudita
- 1947 - Hal Abelson, informatico statunitense
- 1947 - David Byrne, politico e avvocato irlandese
- 1947 - Warren Clarke, attore britannico († 2014)
- 1947 - Eugene Migliaro Corporon, direttore d'orchestra statunitense
- 1947 - Giulio Di Donato, politico italiano
- 1947 - Bruno Ferrante, prefetto, dirigente d'azienda e funzionario italiano
- 1947 - Tejmuraz Kakulija, tennista sovietico († 2006)
- 1947 - Marc Otte, diplomatico belga
- 1947 - Herbert Richter, ex pistard tedesco
- 1947 - Peter Schaufuss, ballerino e coreografo danese
- 1947 - Donna de Varona, ex nuotatrice statunitense
- 1947 - Eric van Woerkom, ex cestista olandese
- 1947 - Jorge Zaragoza, cestista messicano († 2022)
- 1948 - Josef Bierbichler, attore, regista e sceneggiatore tedesco
- 1948 - Michele Galante, politico italiano
- 1948 - Georges Goven, allenatore di tennis e ex tennista francese
- 1948 - Giuseppe Massa, calciatore italiano († 2017)
- 1948 - Michele Traversa, politico e sindacalista italiano († 2025)
- 1949 - Carlos Bianchi, ex calciatore, allenatore di calcio e dirigente sportivo argentino
- 1949 - Jerry Blackwell, wrestler statunitense († 1995)
- 1949 - Fernando Ferretti, calciatore brasiliano († 2011)
- 1949 - Morio Kazama, attore giapponese
- 1949 - Issei Sagawa, criminale e scrittore giapponese († 2022)
- 1949 - Dominic Sena, regista statunitense
- 1950 - Bruno Cascio, direttore della fotografia italiano
- 1950 - Neri Parenti, regista e sceneggiatore italiano
- 1950 - Adelio Pasqualotto, vescovo cattolico e missionario italiano
- 1950 - Piotr Szulkin, regista e sceneggiatore polacco († 2018)
- 1951 - Steve Nelson, ex giocatore di football americano statunitense
- 1951 - Santiago Ojeda, ex calciatore peruviano
- 1951 - Kaoru Shintani, fumettista giapponese
- 1951 - Erwin Stoff, produttore cinematografico romeno
- 1951 - Tito Valverde, attore spagnolo
- 1952 - Klaus Decker, ex calciatore tedesco orientale
- 1952 - Dino Drusiani, cantante italiano
- 1952 - Ewa Podleś, contralto polacco († 2024)
- 1952 - Adriana Valerio, storica e teologa italiana
- 1953 - Brian Binnie, aviatore e astronauta statunitense († 2022)
- 1953 - Roberto Canestrari, ex calciatore italiano
- 1953 - Arved Fuchs, esploratore tedesco
- 1953 - Mauro Gibellini, ex calciatore e dirigente sportivo italiano
- 1953 - Nancy Lenehan, attrice statunitense
- 1953 - Ali Muhammad Mujawar, politico yemenita
- 1953 - Dario Piana, sceneggiatore e regista italiano
- 1953 - Vjeran Simunić, allenatore di calcio e ex calciatore croato
- 1954 - Mauro Nardi, cantautore e compositore italiano
- 1954 - Mario Calvo-Platero, giornalista italiano
- 1954 - Mimmo Franzinelli, storico italiano
- 1954 - Kevin Kennerley, ex calciatore inglese
- 1954 - Dmitrij Kiselëv, giornalista russo
- 1954 - Fulvio Lucioli, collaboratore di giustizia e mafioso italiano
- 1954 - Sandro Oliva, chitarrista e compositore italiano
- 1954 - Walmor Oliveira de Azevedo, arcivescovo cattolico brasiliano
- 1954 - Marc Silvert, ex cestista e allenatore di pallacanestro francese
- 1954 - Viorica Țurcanu, ex schermitrice rumena
- 1955 - Rod Blum, politico statunitense
- 1955 - Chen Daoming, attore cinese
- 1955 - Toni Iwobi, politico italiano
- 1955 - Ulrika Knape, ex tuffatrice svedese
- 1955 - Peter Neururer, allenatore di calcio tedesco
- 1955 - Dušan Pešić, ex calciatore jugoslavo
- 1955 - Antônio José Rondinelli Tobias, allenatore di calcio e ex calciatore brasiliano
- 1955 - Piero Scaruffi, informatico, saggista e critico musicale italiano
- 1955 - Paola Velardi, informatica italiana
- 1956 - Imanol Arias, attore e regista spagnolo
- 1956 - Mansour Bahrami, ex tennista iraniano
- 1956 - Ron Donachie, attore scozzese
- 1956 - Vladimirs Durdins, hockeista su ghiaccio sovietico († 1990)
- 1956 - Claudio Eusepi, ex calciatore italiano
- 1956 - Giacomo Poretti, comico, attore e sceneggiatore italiano
- 1956 - Dan Rains, ex giocatore di football americano statunitense
- 1956 - Günter Scheich, psicoterapeuta e scrittore tedesco
- 1956 - François Schuiten, fumettista e scenografo belga
- 1956 - Massimo Zunino, politico italiano
- 1957 - Gert Engels, allenatore di calcio e ex calciatore tedesco
- 1957 - Larry Hulcer, ex calciatore statunitense
- 1957 - Luigi Maruotti, magistrato italiano
- 1957 - Linus Neli, arcivescovo cattolico indiano
- 1957 - Michael Newman, attore statunitense († 2024)
- 1957 - Sergio Santimaria, ex ciclista su strada italiano
- 1957 - John Sloman, cantante britannico
- 1957 - Claudio Testoni, dirigente sportivo, allenatore di calcio e ex calciatore italiano
- 1958 - Angelo Barbagallo, produttore cinematografico italiano
- 1958 - Vladimir Belov, pallamanista russo († 2016)
- 1958 - Anna Casagrande, cavallerizza italiana
- 1958 - Luca Crocicchi, pittore italiano
- 1958 - Johnny Dumfries, nobile e pilota automobilistico britannico († 2021)
- 1958 - Giancarlo Esposito, attore statunitense
- 1958 - John Bonaventure Kwofie, arcivescovo cattolico ghanese
- 1958 - Giōrgos Kōstikos, allenatore di calcio e ex calciatore greco
- 1958 - Dick Miller, cestista statunitense († 2014)
- 1958 - Sebastiano Nardone, attore italiano
- 1958 - Dieter Schatzschneider, allenatore di calcio e ex calciatore tedesco
- 1958 - Paolo Serra, attore italiano
- 1959 - Alex Attwood, politico britannico
- 1959 - Monica Stefania Baldi, politica italiana
- 1959 - John Corabi, chitarrista e cantante statunitense
- 1959 - Mirco De Stefani, compositore italiano
- 1959 - Tibisay Lucena, politica venezuelana († 2023)
- 1959 - Pedro Pierluisi, politico portoricano
- 1959 - Emanuela Silimbani, ex cestista italiana
- 1960 - Marcello Frixione, filosofo e logico italiano
- 1960 - Jan Jambon, politico belga
- 1960 - Maria Kulle, attrice svedese
- 1960 - Mukendi Mbuyi, ex cestista della Repubblica Democratica del Congo
- 1960 - Norda Mullen, flautista, chitarrista e cantante statunitense
- 1960 - Giulio Nuciari, allenatore di calcio e ex calciatore italiano
- 1960 - Gunnar Olsson, ex canoista svedese
- 1960 - Stefan Anton Reck, direttore d'orchestra e pittore tedesco
- 1960 - Roberto Sergio, dirigente d'azienda italiano
- 1960 - Roger Taylor, batterista britannico
- 1960 - Martín Varsavsky, imprenditore argentino
- 1961 - Roberto Alberti Mazzaferro, allenatore di calcio, dirigente sportivo e ex calciatore italiano
- 1961 - Svetlana Anastasovska, ex pallamanista serba
- 1961 - Leif Andersson, ex biatleta svedese
- 1961 - Jeff Bower, allenatore di pallacanestro e dirigente sportivo statunitense
- 1961 - Byun Byung-joo, ex calciatore sudcoreano
- 1961 - Giampiero Casertano, fumettista italiano
- 1961 - Joan Chen, attrice e regista cinese
- 1961 - Philippe Chevallier, dirigente sportivo, ex ciclista su strada e ex pistard francese
- 1961 - Duccio Cimatti, direttore della fotografia italiano
- 1961 - Nino Di Matteo, magistrato italiano
- 1961 - Mike Francis, cantautore e compositore italiano († 2009)
- 1961 - Andrés Alonso García, ex calciatore spagnolo
- 1961 - Éva Jankovits, ex cestista ungherese
- 1961 - Stefano Mauri, editore italiano
- 1961 - Knut Nesbø, giornalista, chitarrista e calciatore norvegese († 2013)
- 1961 - Giorgio Papais, allenatore di calcio e ex calciatore italiano
- 1961 - Kazuhiko Shimamoto, fumettista giapponese
- 1961 - Oleksandr Zavarov, ex calciatore e allenatore di calcio sovietico
- 1962 - Colin Anderson, ex calciatore inglese
- 1962 - Michael Damian, attore, regista e sceneggiatore statunitense
- 1962 - Héctor Enrique, allenatore di calcio e ex calciatore argentino
- 1962 - Matilde Guerrero, ex cestista dominicana
- 1962 - Matteo Messina Denaro, mafioso italiano († 2023)
- 1962 - George Montgomery, ex cestista statunitense
- 1962 - Marina Pirani, ex cestista italiana
- 1962 - Nasko Sirakov, ex calciatore bulgaro
- 1962 - Kōji Tsujitani, doppiatore giapponese († 2018)
- 1962 - Erik Van Looy, regista, sceneggiatore e conduttore televisivo belga
- 1962 - Vittorio Vatteroni, attore italiano
- 1962 - Debra Wilson, attrice, comica e doppiatrice statunitense
- 1962 - María del Monte, cantante spagnola
- 1963 - Olivia Birkelund, attrice statunitense
- 1963 - Chiquinho Carlos, ex calciatore brasiliano
- 1963 - Bonaventura Di Bello, autore di videogiochi e scrittore italiano
- 1963 - Ham Hyun-gi, ex calciatore sudcoreano
- 1963 - Antonio Iavarone, pediatra italiano
- 1963 - Jet Li, artista marziale, attore e regista cinese
- 1963 - Milton McDonald, chitarrista britannico
- 1963 - Pablo Montoya, scrittore colombiano
- 1963 - Boris Nadeždin, politico russo
- 1963 - Cadinho, ex giocatore di calcio a 5 brasiliano
- 1963 - Arianne Phillips, stilista e costumista statunitense
- 1963 - Chiara Sani, attrice, conduttrice televisiva e regista italiana
- 1963 - Cornelia Ullrich, ex ostacolista tedesca orientale
- 1964 - Luca Abort, cantante italiano († 2000)
- 1964 - Marcello Benvenuti, ex altista italiano
- 1964 - Edoardo Crisafulli, scrittore italiano
- 1964 - Mark Esper, politico statunitense
- 1964 - Dominic Mahony, ex pentatleta britannico
- 1964 - Didier Robert, politico francese
- 1964 - Rebecka Törnqvist, cantante svedese
- 1964 - Rafa Vecina, ex cestista spagnolo
- 1964 - Stefan Weinert, attore, regista e produttore cinematografico tedesco
- 1964 - Arnaud de Puyfontaine, manager francese
- 1965 - Tank Abbott, artista marziale misto e ex wrestler statunitense
- 1965 - Lucílio Batista, ex arbitro di calcio portoghese
- 1965 - Tellis Frank, ex cestista e allenatore di pallacanestro statunitense
- 1965 - Susannah Harker, attrice britannica
- 1965 - Kevin James, attore, comico e sceneggiatore statunitense
- 1965 - Tariq Khaled, ex cestista egiziano
- 1965 - Oliga Nedilea, ex cestista moldava
- 1965 - Andrea Parenti, arciere italiano
- 1965 - Craig Wright, commediografo, sceneggiatore e produttore televisivo statunitense
- 1966 - Luigi Corino, allenatore di calcio e ex calciatore italiano
- 1966 - Ralf Geilenkirchen, ex calciatore tedesco
- 1966 - Sandy Lam, cantante, attrice e ballerina cinese
- 1966 - Noriyasu Numata, pilota motociclistico giapponese († 2007)
- 1966 - Francesco Rossi, schermidore italiano
- 1966 - Andrea Temesvári, ex tennista ungherese
- 1966 - Natasha Trethewey, poetessa statunitense
- 1967 - Eva Areskoug, ex cestista svedese
- 1967 - Tony Grinham, batterista e compositore britannico
- 1967 - Crescenza Guarnieri, attrice italiana
- 1967 - Cecilie Hollberg, storica tedesca
- 1967 - Ihor Tancjura, generale ucraino
- 1967 - Marianne Jean-Baptiste, attrice britannica
- 1967 - Kane, wrestler, attore e politico statunitense
- 1967 - Rainer Salzgeber, ex sciatore alpino austriaco
- 1967 - Andy Schmetzer, ex calciatore e ex giocatore di calcio a 5 statunitense
- 1967 - Günther Stranner, ex saltatore con gli sci austriaco
- 1967 - Valentine Strasser, politico e militare sierraleonese
- 1967 - Alf Kåre Tveit, ex calciatore norvegese
- 1967 - Toomas Tõniste, ex velista e politico estone
- 1967 - Tõnu Tõniste, ex velista estone
- 1967 - Gregory Watts, ex calciatore britannico
- 1967 - Nicolae Zamfir, ex calciatore rumeno
- 1968 - Jørgen Brekke, giornalista e scrittore norvegese
- 1968 - Antti Jokinen, regista finlandese
- 1968 - Curtis Jones, produttore discografico, cantautore e disc jockey statunitense
- 1968 - Giorgio Lauro, conduttore radiofonico e ex cestista italiano
- 1968 - Oleksandr Oksančenko, aviatore e militare ucraino († 2022)
- 1969 - Julio Reyes Copello, produttore discografico e pianista colombiano
- 1969 - Vincenzo Crivello, attore italiano
- 1969 - Ákos Hanzély, ex pentatleta ungherese
- 1969 - Gogi Koguašvili, ex lottatore russo
- 1969 - Teresa Lewis, criminale statunitense († 2010)
- 1969 - Paolo Ripamonti, politico italiano
- 1969 - Brett Steven, ex tennista neozelandese
- 1969 - Ėduard Zenovka, ex pentatleta sovietico
- 1970 - Anders Adlercreutz, politico finlandese
- 1970 - Danielle Arbid, regista e sceneggiatrice libanese
- 1970 - Dean Austin, allenatore di calcio e ex calciatore inglese
- 1970 - Ibrahim Duro, ex calciatore bosniaco
- 1970 - Viktors Ignatjevs, ex hockeista su ghiaccio lettone
- 1970 - Melania Trump, ex modella slovena
- 1970 - Miho Obana, fumettista e scrittrice giapponese
- 1970 - Ron Reis, wrestler statunitense
- 1970 - Kathy Sheehy, ex pallanuotista e allenatrice di pallanuoto statunitense
- 1970 - Tionne Watkins, cantante, compositrice e ballerina statunitense
- 1970 - Eva-Maria Westbroek, soprano olandese
- 1971 - Giuseppe Auddino, politico italiano
- 1971 - Jay DeMarcus, bassista statunitense
- 1971 - Andrej Matveev, ex sollevatore russo
- 1971 - Giorgia, cantautrice italiana
- 1972 - Claudia Coslovich, ex giavellottista italiana
- 1972 - Vito Crimi, politico italiano
- 1972 - Ríkharður Daðason, ex calciatore e allenatore di calcio islandese
- 1972 - Bronagh Gallagher, attrice britannica
- 1972 - Adrian Lambert, bassista e compositore britannico
- 1972 - Nikolaj L'vovič Luganskij, pianista russo
- 1972 - Francisco Miguel Narváez, ex calciatore spagnolo
- 1972 - Avi Nimni, ex calciatore israeliano
- 1972 - Ismael Santos, ex cestista spagnolo
- 1972 - Andrea Schwarzenberger, ex sciatrice alpina tedesca
- 1972 - Sylvain Tesson, giornalista e viaggiatore francese
- 1972 - Juanita du Plessis, cantautrice namibiana
- 1973 - Stanko Bubalo, ex calciatore croato
- 1973 - Mark Davis, ex cestista statunitense
- 1973 - Enrico Franchi, ex calciatore italiano
- 1973 - Andres Gerber, dirigente sportivo e ex calciatore svizzero
- 1973 - Óscar García Junyent, allenatore di calcio e ex calciatore spagnolo
- 1973 - Valerij Gorjušev, pallavolista russo († 2014)
- 1973 - Stephanie Graf, ex mezzofondista austriaca
- 1973 - Lee Woon-jae, allenatore di calcio e ex calciatore sudcoreano
- 1973 - Jules e Gédéon Naudet, regista francese
- 1973 - Christopher Perry, ex calciatore inglese
- 1973 - Guglielmo Picchi, politico italiano
- 1973 - Nikola Radulović, ex cestista croato
- 1973 - Paolo Rodari, giornalista e scrittore italiano
- 1973 - Eldar Sattarov, scrittore kazako
- 1973 - Gregor Townsend, rugbista a 15 e allenatore di rugby britannico
- 1973 - Andrea Virgilio, politico italiano
- 1973 - Tiffany Woosley, ex cestista statunitense
- 1973 - Piotta, rapper e produttore discografico italiano
- 1974 - Shondrella Avery, attrice statunitense
- 1974 - Louise Barnes, attrice sudafricana
- 1974 - Roberto Colacone, dirigente sportivo e ex calciatore italiano
- 1974 - Richard Dostálek, allenatore di calcio e ex calciatore ceco
- 1974 - Werner Eschauer, ex tennista austriaco
- 1974 - Megumi Fujii, artista marziale misto giapponese
- 1974 - Sydney Johnson, ex cestista e allenatore di pallacanestro statunitense
- 1974 - Louise Karlsson, ex nuotatrice svedese
- 1974 - Greg Laswell, cantante e paroliere statunitense
- 1974 - Daniele Mencarelli, poeta e scrittore italiano
- 1974 - Ivana Miličević, attrice e ex modella bosniaca
- 1974 - Nerina Pallot, cantautrice britannica
- 1974 - Andrzej Pluta, ex cestista e allenatore di pallacanestro polacco
- 1974 - Gianluca Rizzo, politico italiano
- 1974 - James Thompson, pilota automobilistico britannico
- 1974 - Sam Totman, chitarrista britannico
- 1975 - Nicolás Asencio, ex calciatore ecuadoriano
- 1975 - Joey Jordison, batterista e polistrumentista statunitense († 2021)
- 1975 - Arjan Peço, allenatore di calcio e ex calciatore albanese
- 1975 - Shin Byung-ho, ex calciatore sudcoreano
- 1975 - Markus Strömbergsson, arbitro di calcio svedese
- 1975 - Steffen Størseth, ex canottiere norvegese
- 1975 - India Summer, attrice pornografica statunitense
- 1976 - Simone Gironi, ex cestista italiano
- 1976 - Badile Lubamba, ex calciatore congolese (Repubblica Democratica del Congo)
- 1976 - Evgenïý Lwnev, ex calciatore kazako
- 1976 - Bojan Navojec, attore croato
- 1976 - José Orengo, ex rugbista a 15, allenatore di rugby a 15 e dirigente sportivo argentino
- 1976 - Luigi Panarelli, allenatore di calcio e ex calciatore italiano
- 1976 - José Pasillas, batterista statunitense
- 1976 - Wijan Ponlid, pugile thailandese
- 1976 - Alessandro Rapinese, politico italiano
- 1976 - Ilaria Tuti, scrittrice italiana
- 1976 - Thurop Van Orman, autore televisivo, animatore e doppiatore statunitense
- 1976 - Kadim Yaşar, attore turco
- 1977 - Craig Adams, ex hockeista su ghiaccio canadese
- 1977 - Diego Casalis, attore italiano
- 1977 - Samantha Cristoforetti, astronauta e aviatrice italiana
- 1977 - Jason Earles, attore e comico statunitense
- 1977 - Rozalija Galieva, ex ginnasta uzbeka
- 1977 - Casey Legler, ex nuotatrice e modella francese
- 1977 - Joel Lupahla, ex calciatore zimbabwese
- 1977 - Jonathan Ollivier, ballerino britannico († 2015)
- 1977 - Giuseppe Piva, regista, sceneggiatore e produttore televisivo italiano († 2023)
- 1977 - Daniel Rostén, cantante e musicista svedese
- 1977 - Roxana Saberi, giornalista e sceneggiatrice statunitense
- 1977 - Janneke Schopman, hockeista su prato olandese
- 1977 - Tom Welling, attore, produttore televisivo e ex modello statunitense
- 1977 - Raphaël Wicky, allenatore di calcio e ex calciatore svizzero
- 1977 - Tunku Ali Redhauddin Muhriz, principe e dirigente d'azienda malese
- 1978 - Avant, cantante statunitense
- 1978 - Heberth Bayona, ex cestista venezuelano
- 1978 - Elson Becerra, calciatore colombiano († 2006)
- 1978 - Thorsten Götze, ex sciatore alpino e sciatore freestyle tedesco
- 1978 - Markus Hipfl, ex tennista austriaco
- 1978 - Stana Katic, attrice canadese
- 1978 - Peter Madsen, ex calciatore danese
- 1978 - Dmïtrïý Mamonov, allenatore di calcio e ex calciatore kazako
- 1978 - Jamie McAllister, ex calciatore e allenatore di calcio scozzese
- 1978 - Andrés Mendoza, ex calciatore peruviano
- 1978 - Rachel Morrison, direttrice della fotografia statunitense
- 1978 - Anna Mouglalis, attrice e modella francese
- 1978 - Pablo Schreiber, attore e regista teatrale statunitense
- 1978 - Charles Wegelius, dirigente sportivo e ex ciclista su strada britannico
- 1978 - Stephen Williams, regista, produttore cinematografico e sceneggiatore canadese
- 1979 - Joanne Aluka, ex cestista e allenatrice di pallacanestro statunitense
- 1979 - Malin Hultdin, ex sciatrice alpina svedese
- 1979 - Noelia Mendoza, ex cestista argentina
- 1979 - Ariane Moffatt, cantante canadese
- 1979 - Ol'ga Najmušina, ex cestista russa
- 1979 - Stefan Solyom, direttore d'orchestra e compositore svedese
- 1979 - Sara Thunebro, ex calciatrice svedese
- 1979 - Janne Wirman, tastierista finlandese
- 1979 - Ferydoon Zandi, ex calciatore tedesco
- 1980 - Nicola Bianchi, politico italiano
- 1980 - Jordana Brewster, attrice statunitense
- 1980 - Holly Davidson, attrice britannica
- 1980 - Pedro Gil Gómez, ex hockeista su pista spagnolo
- 1980 - Marlon King, ex calciatore giamaicano
- 1980 - Darris Love, attore statunitense
- 1980 - Beatrice Lundmark, ex altista svizzera
- 1980 - Sean Murphy, scrittore e fumettista statunitense
- 1980 - Marnette Patterson, attrice e cantante statunitense
- 1980 - Khalid Yahya Rushaka, ex nuotatore tanzaniano
- 1980 - Channing Tatum, attore, ballerino e produttore cinematografico statunitense
- 1980 - Sergiu Ursu, discobolo e pesista moldavo
- 1981 - Ms. Dynamite, cantante e rapper britannica
- 1981 - Matthieu Delpierre, ex calciatore francese
- 1981 - Damir Doma, stilista croato
- 1981 - Michael Dorman, attore neozelandese
- 1981 - Caro Emerald, cantante olandese
- 1981 - Juan José García Granero, ex calciatore spagnolo
- 1981 - Jefferson Luiz Zeni, allenatore di calcio a 5 e ex giocatore di calcio a 5 brasiliano
- 1981 - Shauna Macdonald, attrice britannica
- 1981 - Jacek Morajko, ex ciclista su strada polacco
- 1981 - Wynne Prakusya, ex tennista indonesiana
- 1981 - Amit Shah, attore britannico
- 1981 - Wade Smith, giocatore di football americano statunitense
- 1981 - Mariana Ximenes, attrice brasiliana
- 1982 - Amazing Red, wrestler portoricano
- 1982 - Simona Antonelli, ex cestista italiana
- 1982 - Steffen Ernemann, ex calciatore danese
- 1982 - Brock Gillespie, ex cestista statunitense
- 1982 - Yankiel León, pugile cubano
- 1982 - Ivan McFarlin, ex cestista statunitense
- 1982 - Narciso Mina, ex calciatore ecuadoriano
- 1982 - Éric Molina, pugile statunitense
- 1982 - Lloyd Mondory, ex ciclista su strada francese
- 1982 - Antónia Moreira, judoka angolana
- 1982 - Donatien Mortelette, canottiere francese
- 1982 - Sergi Panadero, hockeista su pista spagnolo
- 1982 - Jerusa Geber Santos, atleta paralimpica brasiliana
- 1982 - Leandro Tatu, ex calciatore brasiliano
- 1982 - Yusnier Viera, matematico cubano
- 1982 - Novlene Williams-Mills, velocista giamaicana
- 1983 - Bruno Grougi, allenatore di calcio e ex calciatore francese
- 1983 - Djamal Mahamat, ex calciatore libico
- 1983 - Vlastimil Karal, calciatore ceco
- 1983 - José María López, pilota automobilistico argentino
- 1983 - Mário Rui Correia Tomás, ex calciatore portoghese
- 1983 - Noah Mills, supermodello e attore canadese